# De gorillakoning
De Gorillakoning is het negende stripalbum uit de Djinn-reeks en behoort samen met Afrika, De zwarte parel, Pipiktu en Onrust tot de Afrikaanse cyclus. De strip werd voor het eerst uitgegeven bij Dargaud in maart 2009. Het album is getekend door Ana Miralles met scenario van Jean Dufaux.